# Bacino di Eucla
Il bacino di Eucla è una depressione artesiana situata in Australia Occidentale e in Australia Meridionale. La depressione, che si estende sia fuori che dentro il mare, ha una superficie complessiva di circa 1.141.000 km², con pendenza in direzione sud fino a una baia aperta, nota come la Grande Baia Australiana. 
Quindi, si estende per oltre 500 km al largo e per circa 350 km all'interno della linea costiera. 
Il bacino di Eucla è un bacino del Cenozoico, che consiste principalmente di sedimenti carbonatici e rocce sedimentarie. Il bacino contiene un acquifero confinato di arenaria, alla sua base, e un acquifero non confinato di calcare.
L'area superficiale del bacino (e la pianura di Nullarbor) consiste principalmente di pascoli e praterie, ma nell'estremità occidentale si estraggono nichel ed oro. Pochissime persone vivono in questa parte del paese, con una densità media inferiore all'abitante per km². 
Negli anni normali, sull'area cadono meno di 250 mm di precipitazioni. A causa della scarsità di rocce madri, nel bacino vi sono scarse prospettive di trovare petrolio, ma esso sta diventando uno delle maggiori aree di estrazione dello zircone.

## Fisiografia

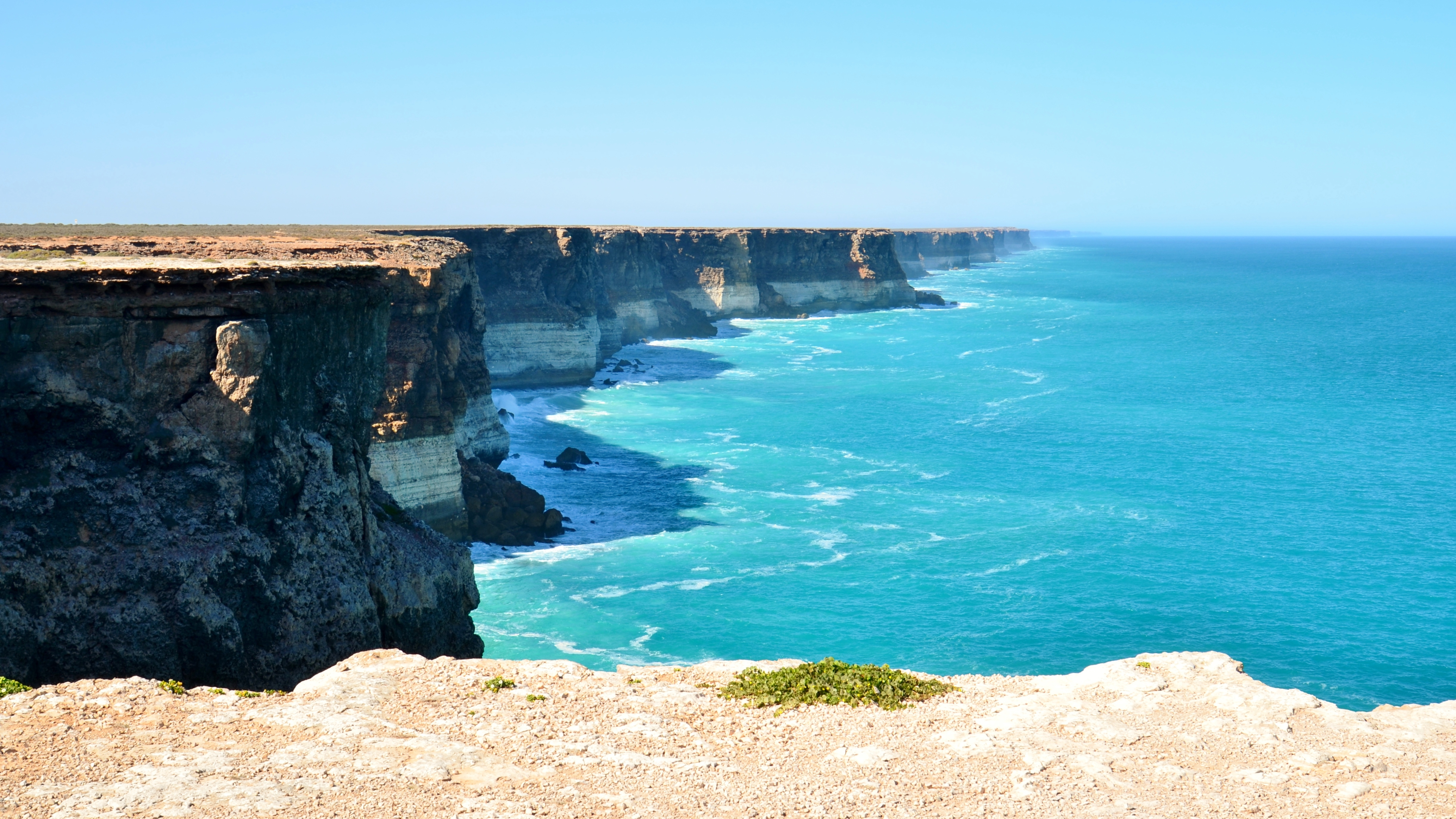
Vista delle scogliere di Bunda

Il bacino di Eucla è una delle provincie fisiografiche distinte del più grande West Australian Shield. Include le sezioni fisiografiche minori pianura costiera di Eyre e l'Eucla Shelf.
Le unità fisiografiche all'interno del bacino sono:
- l'altopiano di Bunda Plateau;
- le scarpate di Hampton Range, Wylie Scarp, e Bunda Cliffs;
- le pianure di Roe Plains e Israelite Plain;
- la piattaforma continentale di Eucla Shelf.